# John Adolphus Etzler
John Adolphus Etzler (eigentlich Johann Adolphus Etzler; * 1791 in Mühlhausen/Thüringen; † 1846) war ein deutsch-amerikanischer technischer Utopist. Zusammen mit John Augustus Roebling emigrierte er 1831 nach Pittsburgh.

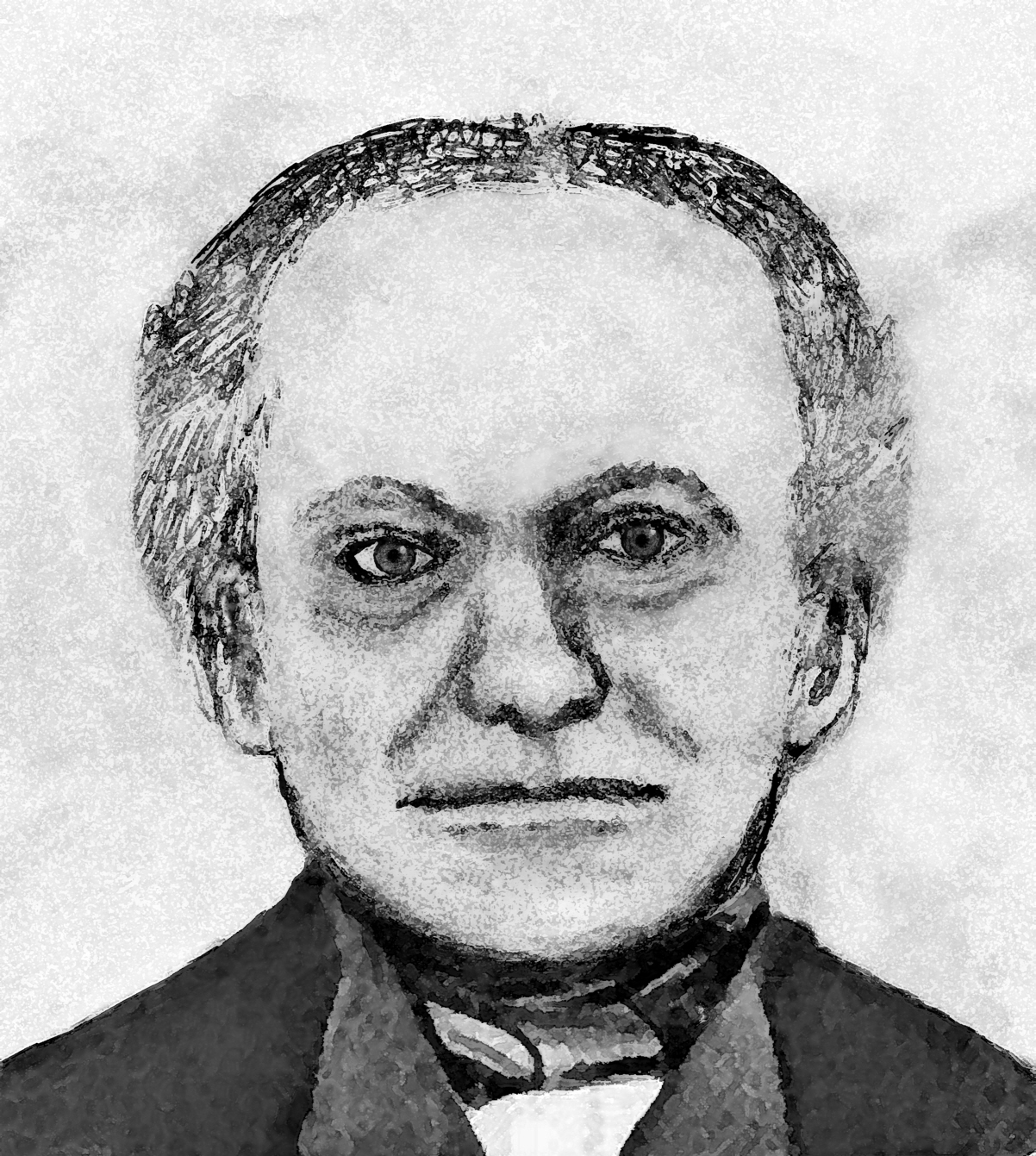
John Adolphus Etzler

## Leben
Im Jahr 1833 veröffentlichte er sein bekanntestes Werk, eine Broschüre mit dem Titel The Paradise within the Reach of all Men (deutsch 1981 unter dem Titel Das Paradies, Reutlingen: Schwarzwurzel-Verlag). Es enthielt detaillierte, visionäre Pläne für die Nutzung von Wind, Wasser und Sonne zum Wohle der Menschheit.
Beeinflusst von Hegel und den utopischen Sozialisten glaubte er, dass die Technologie seiner Zeit ausreichend war, innerhalb weniger Jahre auf der Erde ein Paradies zu schaffen, in dem es genug für alle gab. Zeitweise gelang es ihm, genug finanzielle Unterstützung zu organisieren, um an der Verwirklichung seiner Visionen zu arbeiten. Insbesondere ruhten seiner Hoffnungen auf einer Revolution der Landwirtschaft mit Hilfe des „Satelliten“, eines vielseitigen Kultivierungswerkzeugs, das er im Jahre 1841 patentieren ließ. Es wurde von Seilen angetrieben, die Windenergie von einer stationären Quelle übertrugen. Das Gerät erwies sich als nicht praktikabel, und seine teilweise schlecht umgesetzten Pläne zur Besiedlung der amerikanischen Tropen (im heutigen Venezuela) schlugen fehl. Dabei kamen Menschen ums Leben, und Schuldzuweisungen blieben nicht aus. Etzler war am Boden zerstört und verschwand aus dem öffentlichen Leben. Dessen ungeachtet lebt seine Idee einer Welt fort, die durch Automaten von schwerer körperlicher Arbeit befreit ist.
Ein weiteres Patent Etzlers aus dem Jahre 1841 beschreibt die Nutzung von Wind und Wellen zum Antrieb eines Schiffes.

## Nachwirkung
Henry David Thoreau veröffentlichte 1843 einer Rezension von Etzlers Paradies unter dem Titel Paradise (to be) Regained. Der Biologe und Mediziner Jacob Bigelow war ein glühender Anhänger Etzlers und wurde stark von den Ideen aus Etzlers Buch Paradies beeinflusst.

## Werke
Deutsch
- Das Paradies für Jedermann erreichbar, lediglich durch Kräfte der Natur und der einfachsten Maschinen. Nach den zweiten englischen Ausgabe. Heerbrandt und Thämel, Ulm 1844. (hdl.handle.net Volltext).
  - Neuauflage u. d. T. Das Paradies. 1. Auflage, Schwarzwurzel-Verlag, Reutlingen 1981, ISBN 3-922473-03-2.
- Die Auswanderung nach der Tropenwelt. 1847.

Englisch
- The Paradise within the Reach of all Men, without Labor, by Powers of Nature and Machinery: An Address to all intelligent men, in two parts. 1833 (eingeschränkte Vorschau in der Google-Buchsuche).
- Machinery. 1833.
- The New World or Mechanical System. 1841.
- Description of the Naval Automaton, Invented by J. A. Etzler. 1841?2?.
- Dialogue on Etzler's Paradise: Between Messrs. Clear, Flat, Dunce, and Grudge. 1842.
- Emigration to the Tropical World, for the Melioration of All Classes of People of All Nations. 1844.
- Two Visions of J. A. Etzler. 1844.